# Didymodon giganteus
Didymodon giganteus är en bladmossart som beskrevs av Juratzka 1882. Didymodon giganteus ingår i släktet lansmossor, och familjen Pottiaceae. Inga underarter finns listade i Catalogue of Life.

## Bildgalleri

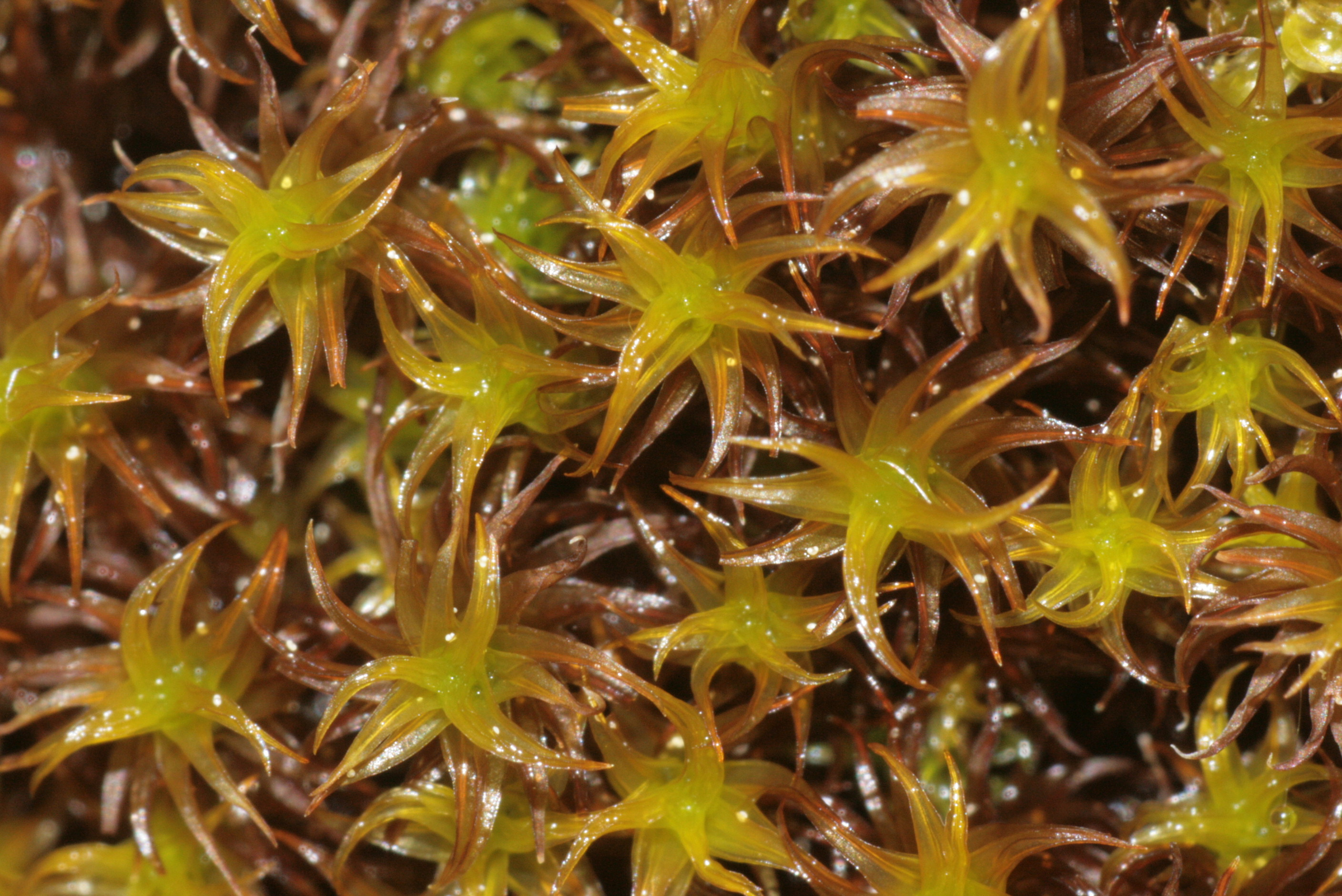
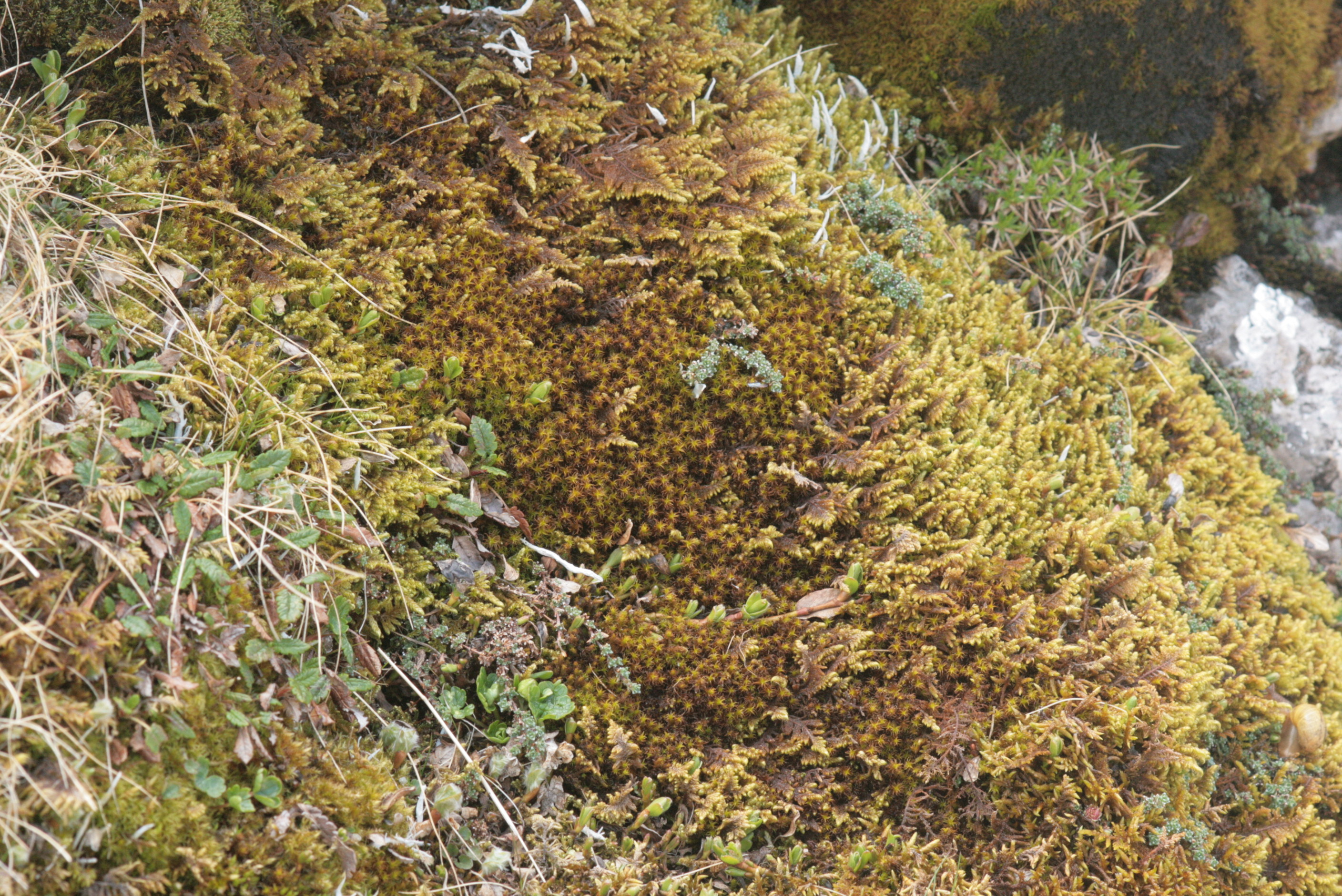
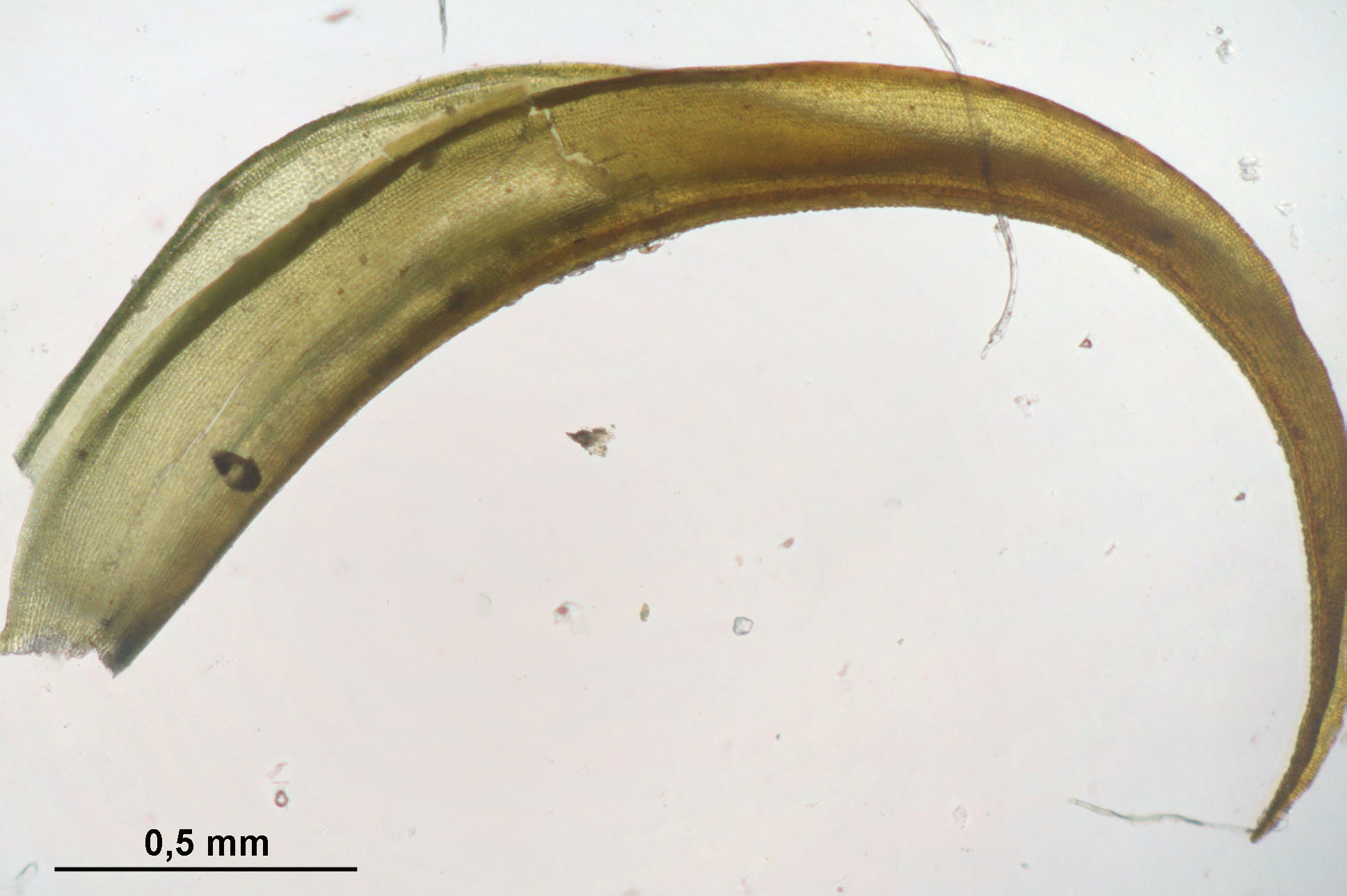
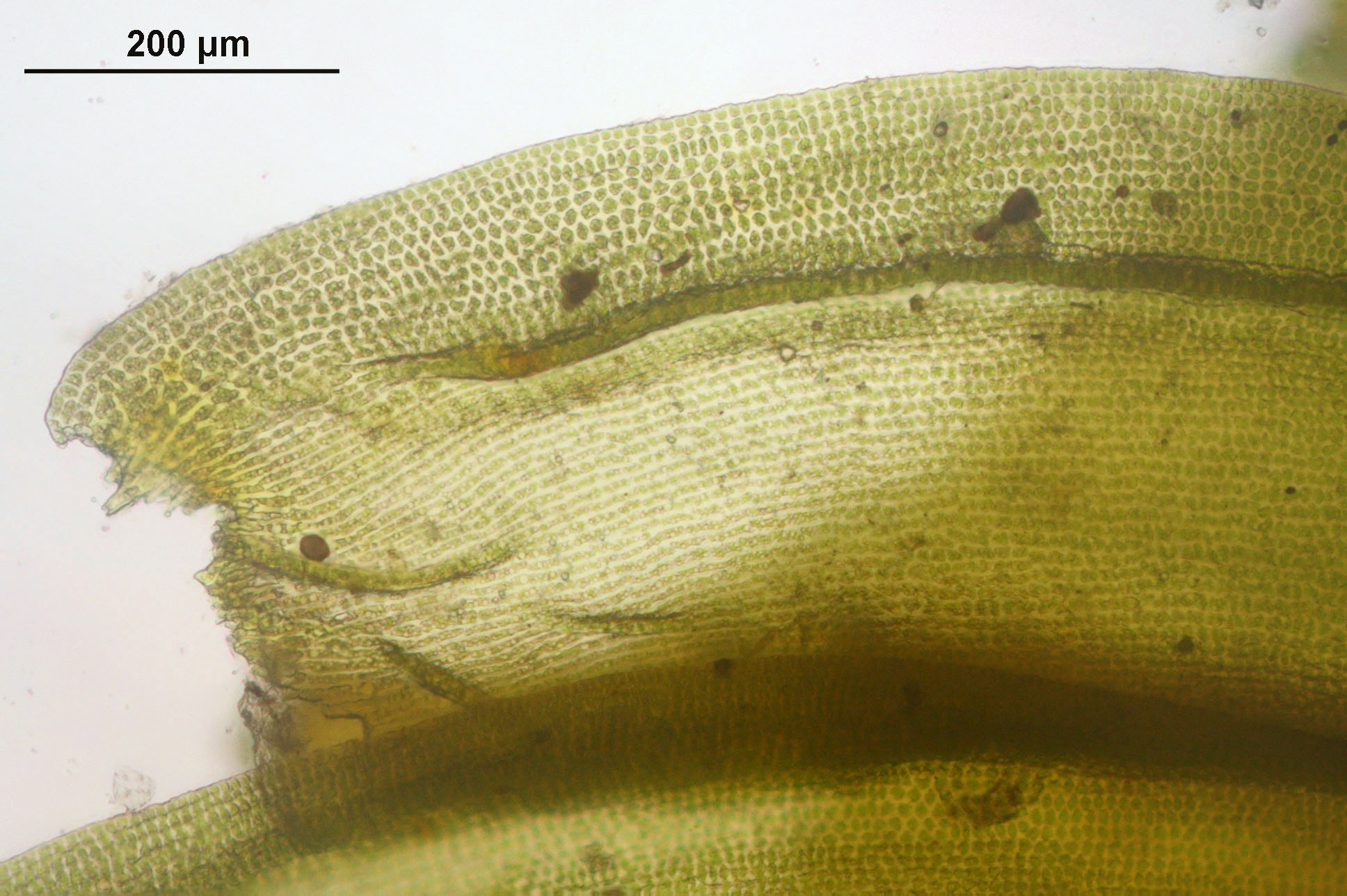
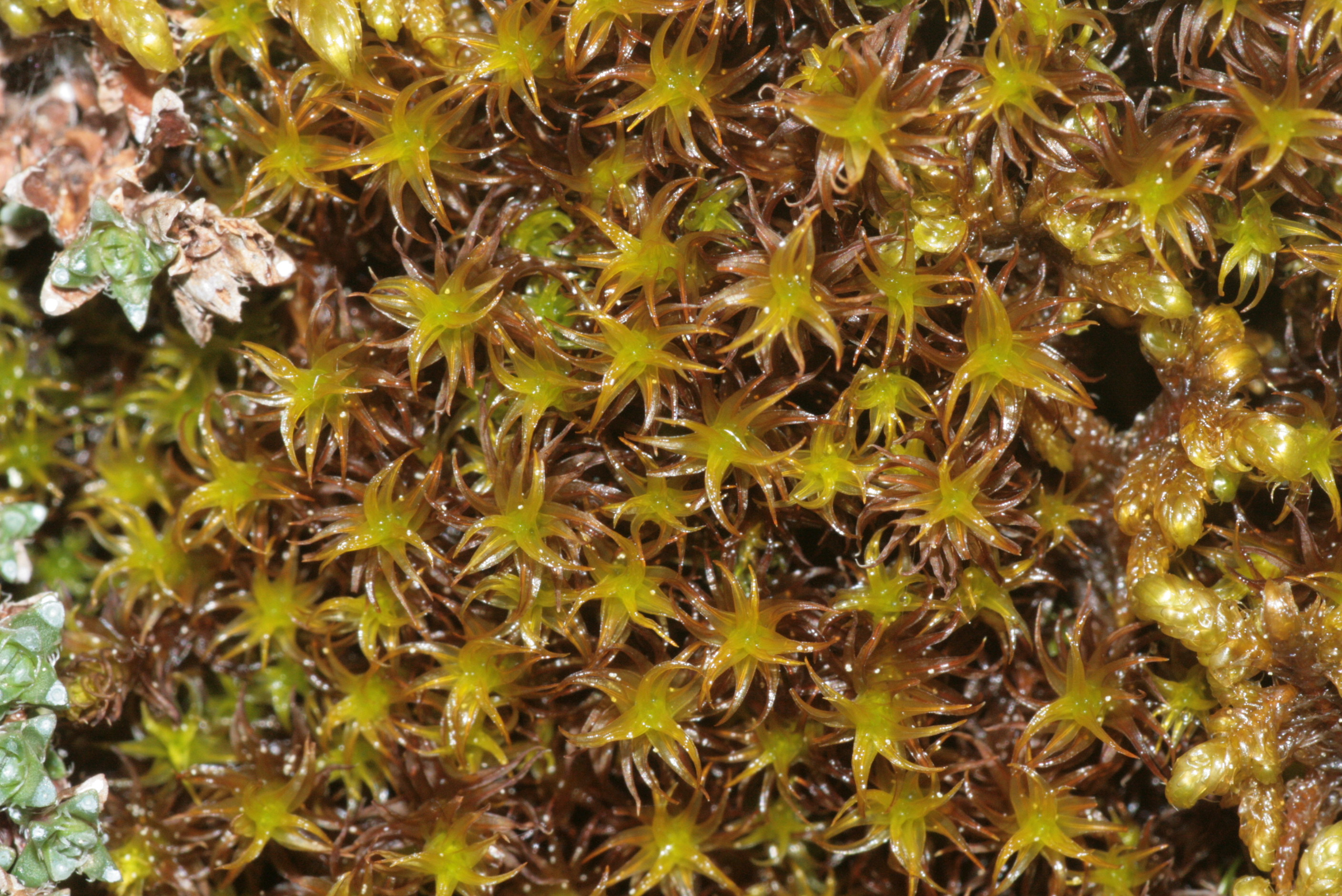
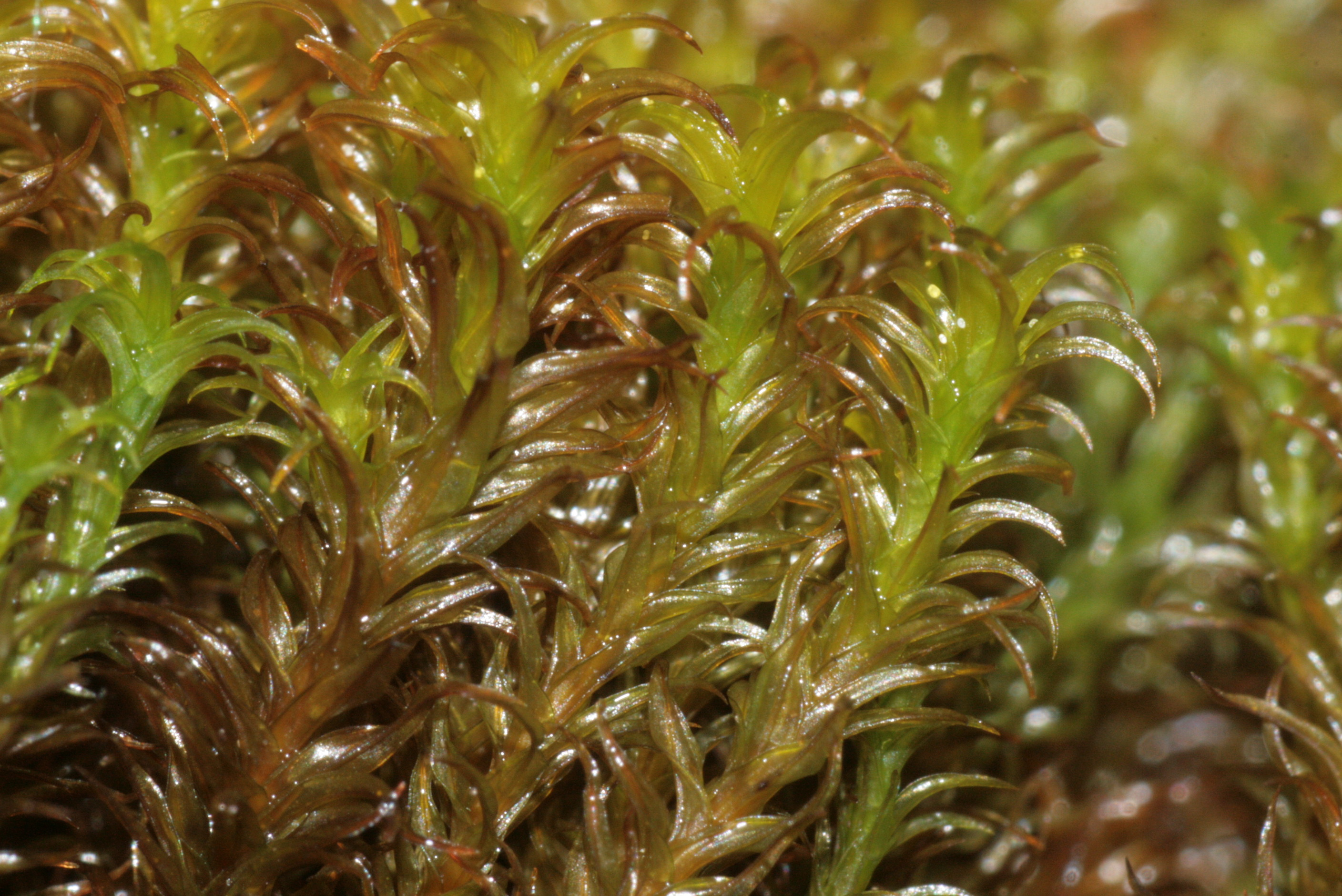